# Puerto Presente
"Puerto Presente" es el quinto álbum de estudio del cantante español Macaco, lanzado el 3 de marzo de 2009. Este disco consolidó a Macaco como uno de los artistas más representativos de la música de fusín en España, destacando por su diversidad de estilos y su compromiso con temas sociales y medioambientales.

## Producción y estilo
El álbum fue producido por Jules Bikôkô y Roger Rodés, quienes trabajaron junto a Macaco para crear un sonido que combina reggae, rumba, funk, pop y elementos electrónicos. Puerto Presente se grabó en los estudios El Murmullo (del propio artista) en Barcelona y fue masterizado en los Sterling Sound de Nueva York.
El sonido del álbum se amplía con ritmos como el rocksteady, sin olvidar el pop, la rumba, el hip hop o los ritmos del mundo. Anunciado como un álbum vital, positivo, rítmico y global, Puerto Presente mezcla lo terrenal y lo acuático, incorporando nuevas sonoridades acústicas de instrumentos de cuerda pulsada como mandolinas y bouzukis, que le dan cierto aire mediterráneo sin perder esos grooves que hacen mover los pies y el color mestizo característico de Macaco.
La grabación se llevó a cabo en Barcelona y otros lugares, y el álbum cuenta con la participación de artistas destacados como Javier Bardem, Juanes, y Bebe, quienes colaboraron en el videoclip del sencillo principal "Moving".

## Lista de canciones
1. Aquí Ahora
2. Puerto Presente
3. Tengo
4. Moving
5. Mensajes Del Agua
6. Amor Marinero (con Rosario)
7. Agüita
8. Mundo Roto
9. El Son De La Vida
10. No Love
11. Las Llaves Robadas
12. Seguiremos
13. La Ley Del Uno
14. Árbol Torcío

## Promoción y recepción
Puerto Presente fue promocionado a través de una extensa gira internacional, que llevó a Macaco por Europa, Japón, Taiwan Australia y América Latina. El álbum obtuvo un gran éxito comercial, alcanzando el número 1 en las listas de éxitos en España y recibiendo un Disco de Platino por sus ventas.
El videoclip de "Moving" tuvo un impacto significativo al ser utilizado por National Geographic para promover la conservación del medioambiente, y su mensaje de acción colectiva resonó en diversas campañas solidarias.

## Reconocimientos

### Premios y Nominaciones
| Año  | Premios              | Categoría            | Resultado |
| ---- | -------------------- | -------------------- | --------- |
| 2009 | Premio Ondas         | Mejor álbum          | Ganador   |
| 2009 | Premio Rolling Stone | Mejor Álbum          | Ganador   |
| 2009 | 40 principales       | Mejor álbum nacional | Nominado  |

### Certificaciones
| País   | Organismo certificador | Certificación | Ventas | Ref.  |
| ------ | ---------------------- | ------------- | ------ | ----- |
| España | PROMUSICAE             | 1× Platino    | 80.000 | [ 7 ] |

## Posicionamiento en listas

### Listas semanales
| Lista               | Mejor Posición | Nº semanas en listas |
| ------------------- | -------------- | -------------------- |
| España (PROMUSICAE) | 2              | 84                   |

### Listas anuales
| Lista               | Posición | Ref.  |
| ------------------- | -------- | ----- |
| España (PROMUSICAE) | 23       | [ 8 ] |